# Довер (Вермонт)
Довер (англ. Dover) — місто (англ. town) в США, в окрузі Віндем штату Вермонт. Населення — 1798 осіб (2020).

## Демографія
Згідно з переписом 2010 року, у місті мешкали 1124 особи в 537 домогосподарствах у складі 313 родин. Було 3054 помешкання
Расовий склад населення:
| - 96,4 % — білих - 0,8 % — азіатів - 0,4 % — чорних або афроамериканців |

До двох чи більше рас належало 1,7 %. Частка іспаномовних становила 1,6 % від усіх жителів.
За віковим діапазоном населення розподілялося таким чином: 16,6 % — особи молодші 18 років, 65,4 % — особи у віці 18—64 років, 18,0 % — особи у віці 65 років та старші. Медіана віку мешканця становила 49,3 року. На 100 осіб жіночої статі у місті припадало 108,5 чоловіків;  на 100 жінок у віці від 18 років та старших — 110,6 чоловіків також старших 18 років.
Середній дохід на одне домашнє господарство  становив 58 432 долари США (медіана — 50 363), а середній дохід на одну сім'ю — 80 475 доларів (медіана — 74 188). Медіана доходів становила 41 625 доларів для чоловіків та 51 458 доларів для жінок. За межею бідності перебувало 8,1 % осіб, у тому числі 0,0 % дітей у віці до 18 років та 1,3 % осіб у віці 65 років та старших.
Цивільне працевлаштоване населення становило 630 осіб. Основні галузі зайнятості: мистецтво, розваги та відпочинок — 27,0 %, освіта, охорона здоров'я та соціальна допомога — 18,4 %, будівництво — 14,4 %.